# International Master of Business Administration
International Master of Business Administration (IMBA) ist ein akademischer Grad.
Hierbei geht es um die Administration, Verwaltung und Veränderung von Instrumenten der betrieblichen Finanzierungs- und Leistungswirtschaft. Der Schwerpunkt liegt bei Warenwirtschaftssystemen und anderen Datenbankanwendungen, die zur Erfassung (z. B. Inventur), Auswertung (z. B. Bilanz) und Speicherung (Data-Warehouse, Datamining) von Daten dienen. Die Begriffe E-Business und E-Commerce werden ebenfalls in ausführlicher Weise betrachtet und an pragmatischen Paradigmen evaluiert.